# Волісіос
Волісіос (Volisios) — був правителем корітанів, які населяли регіон Східного Мідлендса у римський період і раніше.
Він відомий тільки через написи на монетах. Його ім'я присутнє на трьох серіях монет, викарбуваних в 30-60 роках, в поєднанні з трьома іншими правителями корітанів, які вважаються співправителями: Думновеллаун (Dumnovellaunus), Думноковерос (Dumnocoveros) і Картівеллаунос (Cartivellaunos). Велика кількість його монет була знайдена в Йоркширі.